# Dniepr (motocykl)
Dniepr (ros.: Днепр, ukr.: Дніпро; Dnepr) – marka ciężkich motocykli produkowanych w Kijowie na Ukrainie, wprowadzona od 1967 roku.
Motocykl produkowany przez Kijowskie Zakłady Motocyklowe (KMZ) w Kijowie. Zakłady te zorganizowano po II wojnie światowej w 1945 roku w dawnych wojskowych warsztatach remontowych. Pierwsze motocykle zaczęto tam produkować od 21 września 1945 roku. Pierwszym motocyklem był lekki K-1 Kijewlanin (98 cm³). Od 1952 roku zakłady zaczęły specjalizować się w ciężkich motocyklach z wózkiem bocznym, zwłaszcza dla wojska, poczynając od M-72, którego produkcję przeniesiono tam z Gorkowskich Zakładów Motocyklowych. Od 1958 roku produkowano własny zmodernizowany model K-750. Od 1967 roku, wraz z modelem K-650 (649 cm³) wprowadzono na rynek cywilny nową markę handlową Dniepr. Wersją dla wojska był MW-650. Modele cywilne oznaczano następnie marką Dniepr i symbolem MT, począwszy od MT-8. W 1971 roku zakłady wypuściły półmilionowy motocykl (Dniepr MT-9), w 1979 roku milionowy. Produkowane do okolic roku 2015 na eksport. Fabryka wraz z terenami została sprzedana i wyburzona w roku 2019. Według instrukcji obsługi Dniepr był ciężkim motocyklem turystycznym przeznaczonym do jazdy w trudnych warunkach terenowych.

## Dniepr model MT-10 – dane techniczne
- długość – 2430 mm
- Szerokość – 1620 mm
- Wysokość – 1050 mm
- Rozstaw kół motocykla – 1500 mm
- Masa – 350 kg
- Maksymalna prędkość – ok. 100 km/h z wózkiem
- Zużycie paliwa – 6 l/100 km
- Silnik – czterosuwowy, górnozaworowy, dwucylindrowy, bokser
- Pojemność silnika – 649 cm³
- Skok tłoka x średnica cylindra – 68 × 78 mm[4][5]
- Moc maksymalna – 36 KM
- Paliwo – benzyna
- Wózek boczny – typu pasażerskiego